# Resolución 1874 del Consejo de Seguridad de las Naciones Unidas
La Resolución 1874 del Consejo de Seguridad de las Naciones Unidas fue adoptada por unanimidad por el Consejo de Seguridad de las Naciones Unidas el 12 de junio de 2009. La resolución, aprobada en virtud del Capítulo VII, Artículo 41, de la Carta de la ONU, impone más sanciones económicas y comerciales a la República Popular Democrática de Corea (la RPDC o Corea del Norte) y alienta a los Estados miembros de la ONU a registrar el cargamento norcoreano, a raíz de una prueba nuclear subterránea realizada el 25 de mayo de 2009.

## Disposiciones
Las disposiciones de la resolución incluyen:
- Autorizar a los Estados miembros a inspeccionar, "de acuerdo con sus autoridades y legislación nacionales, y de conformidad con el derecho internacional", la carga norcoreana por tierra, mar y aire, y destruir cualquier mercancía sospechosa de estar conectada al programa nuclear de la RPDC.[2]
- Exigir al gobierno de Corea del Norte que regrese de inmediato al Diálogo de los Seis y renuncie a su anuncio de retirada del Tratado de No Proliferación Nuclear.[3]
- Impedir servicios financieros que puedan contribuir a los programas relacionados con los misiles nucleares o balísticos.[4]
- Instruir a los Estados miembros para que no proporcionen asistencia financiera al programa nuclear de la RPDC ni concedan préstamos al país, excepto por razones humanitarias o de desarrollo.
- Extender el embargo de armas a Corea del Norte al prohibir todas las exportaciones de armas del país y la mayoría de las importaciones, con excepción de armas pequeñas, armas ligeras y material relacionado, aunque los Estados miembros deben notificar al Consejo de Seguridad cinco días antes de vender las armas.[5][6]
- Exigir que Corea del Norte detenga su programa de armas nucleares y no realice más pruebas nucleares o de misiles.
- Solicitar a los Estados miembros que notifiquen al Consejo las medidas que están tomando para implementar las sanciones dentro de los 45 días.
- Afirmar el compromiso al Consejo de Seguridad con una solución pacífica y diplomática a la situación.

## Adopción
Al aprobar la resolución por unanimidad, el Consejo condenó el ensayo nuclear que constituía una "violación y un desprecio flagrante" de las resoluciones anteriores del Consejo 1695 y 1718. La resolución ahora es vinculante según el derecho internacional.

### Miembros permanentes del Consejo de Seguridad
- China: El embajador Zhang Yesui dijo que China votó a favor de la resolución, ya que las acciones de Corea del Norte "ignoran el objetivo común de la comunidad internacional". Sin embargo, destacó que se deberían emplear los medios diplomáticos en lugar de simplemente imponer sanciones, y la resolución no debería "afectar negativamente el desarrollo del país o la asistencia humanitaria al mismo".[7] También instó a no usar la fuerza al inspeccionar la carga de Corea del Norte.[8]
- Francia: El embajador Jean-Maurice Ripert comentó que la RPDC había estado "comprometida en un programa nuclear secreto" que aumentaba su amenaza. Dijo que el país había aumentado las tensiones en la región disparando misiles, con lo que el Consejo de Seguridad había respondido imponiendo duras sanciones al régimen, aunque mencionó que el Consejo estaba preocupado por la población.
- Rusia: El Representante Permanente Vitaly Churkin dijo que las medidas adoptadas eran "sustantivas y de naturaleza específica", y "claramente vinculadas a poner fin al programa de la RPDC para crear misiles nucleares".[9] Insistió en que las sanciones no estaban dirigidas al pueblo norcoreano, que era un tema clave con su delegación. También insistió en que se levanten las sanciones una vez que Corea del Norte coopere.
- Reino Unido: El embajador adjunto Philip Parham dijo que la adopción de la resolución muestra que "la comunidad internacional está unida para condenar las actividades de proliferación de Corea del Norte".[3]
- Estados Unidos: La enviada Rosemary DiCarlo dijo que la resolución creaba "sanciones notablemente más fuertes" contra Pionyang para persuadirlo de abandonar su programa de armas nucleares. A esto le siguió la Embajadora de los Estados Unidos ante la ONU, Susan Rice, quien afirmó que la resolución era "sin precedentes" y tiene "dientes que morderán".[10] La resolución fue una "respuesta internacional fuerte y unida" a las pruebas del dispositivo nuclear.

### Miembros electos del Consejo de Seguridad
- Austria: El embajador Thomas Mayr-Harting dijo que la resolución era una respuesta "clara, apropiada e inequívoca" a las acciones de Corea del Norte. Hizo un llamado al país para que se adheriera al Tratado de Prohibición Completa de los Ensayos Nucleares (TPCEN).[7]
- Burkina Faso: El Representante Adjunto Paul Robert Tiendrébéogo apoyó la resolución que enfatiza la aspiración de su país de un mundo libre de armas nucleares y el derecho al uso pacífico de la energía nuclear. Hizo un llamado a Corea del Norte para que coopere con la  Agencia Internacional de Energía Atómica, el Diálogo de los Seis y otras instituciones, enfatizando que el país debe "elegir el diálogo".
- Croacia: El embajador Ranko Vilović mencionó que las sanciones no estaban dirigidas a la población norcoreana, pero pidió a Corea del Norte que se adhiera al TPCEN y al Diálogo de los Seis.
- Costa Rica: El Representante Permanente Jorge Urbina se hizo eco de las opiniones del resto del Consejo e instó al país a regresar a los sistemas internacionales de diálogo.
- Japón: El Representante Permanente Yukio Takasu acogió con satisfacción la resolución y describió las acciones de la RPDC como un "acto irresponsable" que constituye una amenaza para su país. Espera que la resolución adoptada cambie las acciones de Corea del Norte. El  primer ministro japonés Taro Aso también instó a Corea del Norte a tomar la resolución "en serio".[11]
- Libia: El Representante Permanente  Abdurrahman Mohamed Shalgham dijo que el mundo no gozará de seguridad hasta que se eliminen todas las armas nucleares. Dijo que la comunidad internacional no había recompensado a Libia por detener su programa nuclear y esperaba que se aplicaran sanciones similares a Israel. Shalgham también dijo que si bien su país normalmente no apoya las sanciones que perjudican a la población, en este caso esta es la mejor manera de lograr una solución a la situación.
- México: El embajador Claude Heller dijo que la resolución era un "mensaje claro" de que las acciones de Corea del Norte eran inaceptables para la comunidad internacional. Señaló que las acciones recientes de la RPDC violaron las resoluciones del Consejo de Seguridad, lo que socavó las aspiraciones de un mundo libre de armas nucleares, e instó a Corea del Norte a que cese "completa y permanentemente" los ensayos nucleares.
- Turquía: Hablando en su capacidad nacional, el entonces actual presidente del Consejo, Baki İlkin, dijo que las acciones recientes de Corea del Norte socavaron la estabilidad, la confianza mutua y la confianza en la región, lo que el gobierno turco condenó enérgicamente. Instó al país a que se reincorpore al Diálogo de los Seis, considerándolo la mejor forma de avanzar para garantizar la desnuclearización en la península de Corea.
- Uganda: El Representante Permanente  Ruhakana Rugunda se hizo eco del sentimiento del Consejo, ya que era "importante lograr la  no proliferación en la península de Corea".
- Vietnam: El Representante Le Luong Minh apoyó el consenso del Consejo, enfatizando el compromiso de su país con la no proliferación, pero remarcó que las sanciones no deberían afectar negativamente a la población de Corea del Norte.

### Otros miembros de la ONU
- Corea del Sur: Se invitó a Corea del Sur a participar durante la sesión. El representante Park In-kook dijo que la prueba nuclear violó las resoluciones del Consejo y "desafió las advertencias de la comunidad internacional" que amenazan la paz y la estabilidad en la región, por lo que todos los Estados miembros deben asegurarse de implementar las sanciones por completo. Dijo que el gobierno de Corea del Sur instó firmemente a Corea del Norte a que se reincorpore al Diálogo de los Seis y abandone sus programas de armas nucleares y misiles.[7]

## Reacción norcoreana
Un periódico oficial dijo que el país consideraría cualquier nueva sanción impuesta como una "declaración de guerra". En respuesta, una declaración del Ministerio de Relaciones Exteriores, realizada por la Agencia Central de Noticias de Corea (KCNA), dijo que el país "utilizaría todo el plutonio como arma" y que había reprocesado más de "un tercio de nuestras barras de combustible nuclear gastado". También anunció que comenzaría el enriquecimiento de uranio.  La declaración consideraba cualquier intento de bloqueo como un "acto de guerra que se encontrará con una respuesta militar decisiva", y "contrarrestaría las 'sanciones' con represalias y la 'confrontación' con confrontación total", acusando a la resolución de ser producto de una ofensiva liderada por Estados Unidos contra el país. La declaración del Ministerio de Relaciones Exteriores de Corea del Norte por KCNA continúa:

The U.S. and Japan, not content with this "resolution", are hatching dirty plots to add their own "sanctions" to the existing ones against the DPRK by framing up the fictional issues of "counterfeit money" and "drug trafficking". The U.S. incited the United Nations Security Council to get more deeply embroiled in its attempt to stifle the DPRK, which resulted in the creation of an unprecedentedly acute tension on the Korean Peninsula.

...

Had any other country found itself in the situation of the DPRK, it would have clearly realized that the DPRK has never chosen but was compelled to go nuclear in the face of the U.S. hostile policy and its nuclear threats. It has become an absolutely impossible option for the DPRK to even think about giving up its nuclear weapons. It makes no difference to the DPRK whether its nuclear status is recognized or not.

Un comentario en el periódico Rodong Sinmun alegaba que Estados Unidos tenía 1.000 armas nucleares en Corea del Sur listas para atacar a Corea del Norte, y el Tongbil Sinmun advirtió que podría estallar una guerra nuclear en la península de Corea. Un portavoz del ejército estadounidense describió las acusaciones como "infundadas" y agregó que las armas fueron retiradas en virtud de un tratado de 1991.
El 15 de junio, el gobierno de Corea del Norte organizó una "gigantesca" protesta de 100.000 personas en la plaza Kim Il-sung de Pionyang contra la Resolución 1874. El secretario del Comité Central del Partido de los Trabajadores de Corea, Kim Ki Nam, culpó a Estados Unidos de impulsar las sanciones y agregó que no debilitarían a la RPDC.

## Aplicación

### Sanciones económicas y comerciales
El Instituto de Investigaciones Económicas Hyundai, con sede en Corea del Sur, estimó que si todos los Estados miembros de la ONU hacen cumplir las sanciones, Corea del Norte podría perder entre 1.500 y 3.700 millones de dólares, mientras que otras estimaciones sugieren 4.000 millones de dólares. Sin embargo, un informe del Servicio de Investigación del Congreso para el Congreso de los Estados Unidos señala que esto solo es posible si las sanciones se aplican con fuerza. Estados Unidos tiene como objetivo el acceso de Corea del Norte a los bancos extranjeros utilizados por sus empresas comerciales. El 16 de julio de 2009, un comité de sanciones de la ONU designó para sancionar a tres empresas comerciales de Corea del Norte, una empresa con sede en Irán y la Oficina General de Energía Atómica de Corea del Norte.
Los bienes suntuarios, como alcohol, computadoras, motocicletas, yates y alimentos de lujo, para la élite norcoreana, se obtuvieron principalmente de Europa y China, el último de los cuales informó una alta demanda por parte de los principales funcionarios norcoreanos. Las exportaciones de artículos de lujo de China en particular rondan los US$100-160 millones, lo que ha causado preocupación en Estados Unidos sobre cómo China está implementando las sanciones.

### Carga marítima
Varios barcos norcoreanos han sido incautados o registrados en virtud de los términos de la Resolución 1874.
- El Kang Nam 1 atrajo la atención internacional después de que se dirigía a Birmania a través de Singapur en junio de 2009. El barco, sospechoso de portar armas ilícitas, fue rastreado por Estados Unidos y Singapur también advirtió que "actuaría de manera apropiada" si el barco atracara en su puerto.[28][29] Birmania afirmó que estaba entregando arroz al país.[30] El Kang Nam 1 luego invirtió su curso sin explicación y regresó a Corea del Norte.[31] Una fuente anónima del gobierno surcoreano dijo que el pago de las armas por parte del gobierno de Myanmar se realizaría a través de un banco no identificado en Malasia, pero probablemente había sido detenido después de que un enviado de Estados Unidos visitó Malasia el 6 de julio para discutir la situación.[32]
- India detuvo un barco norcoreano "sospechoso" frente a las islas Andaman y Nicobar a principios de agosto de 2009 después de realizar varios disparos de advertencia al aire y una persecución de seis horas.[33] Se sospechaba que el MV Mu San transportaba carga nuclear y entraba en aguas de la India sin permiso.[34] Más tarde, una búsqueda del barco descubrió que transportaba azúcar, pero aún estaría reservado bajo la Ley Marítima de la India.[35][36]
- A finales de agosto de 2009, diplomáticos de las Naciones Unidas confirmaron que los Emiratos Árabes Unidos se habían apoderado de un barco norcoreano, el ANL-Australia, con bandera de las Bahamas, con destino a Irán varias semanas antes. Se descubrió que portaba armas en violación de la resolución.[37]
- Las autoridades surcoreanas registraron contenedores enviados por Corea del Norte en un barco con bandera panameña el 22 de septiembre de 2009. Más tarde se descubrió la ropa protectora.[38] Sin embargo, un funcionario del gobierno dijo que los artículos encontrados en los contenedores pertenecían al Grupo Australia, aunque oficialmente el gobierno de Corea del Sur no confirmó ni negó esto.[39]
- India se apoderó de un segundo barco norcoreano con destino a Pakistán desde Colombo, Sri Lanka, en octubre de 2009, después de que fondeó en aguas territoriales de la India sin permiso. El Hyang Ro fue liberado más tarde después de que no se encontró nada sospechoso.[40][41]
- Sudáfrica interceptó armas norcoreanas que viajaban a través de China con destino a África central en febrero de 2010.[42]
- A mediados de julio de 2013, Panamá se apoderó de un barco de bandera norcoreana que transportaba equipo militar de Cuba a Corea del Norte a través del Canal de Panamá.[43]

### Carga aérea
La resolución es vaga sobre cómo implementar sanciones a la carga aérea de Corea del Norte, en contraste con las disposiciones para la carga marítima. Sin embargo, se alega que Corea del Norte utiliza más el tráfico aéreo que el marítimo para transportar o intercambiar tecnología de armas. El informe del Servicio de Investigación del Congreso identifica la ruta aérea Pionyang-Teherán como un motivo de preocupación, ya que la mayor parte de los 1.500 millones de dólares que Corea del Norte gana en ventas de armas proviene de Irán. Además de esto, el informe afirma que la ruta aérea también se utiliza para el intercambio y colaboración de tecnología de ADM, así como una ruta para visitas de científicos, técnicos y funcionarios nucleares y balísticos.  La mayor parte de la ruta pasa por China, y una delegación estadounidense mantuvo conversaciones con funcionarios chinos sobre cómo implementar la resolución con respecto a los aviones que repostan regularmente en los aeropuertos chinos, pero no informó sobre la respuesta.
- En diciembre de 2009, la policía de Tailandia se apoderó de un avión con cinco tripulantes a bordo de un avión proveniente de Corea del Norte que transportaba armas a un lugar desconocido. Según los informes, el envío consistía en "partes" de armas de guerra. La Interpol estuvo involucrada según el primer ministro Abhisit Vejjajiva y se pidió más información a las embajadas extranjeras.[48] Los hombres fueron arrestados más tarde y después se descubrió que las armas estaban destinadas a Irán.[49]